# Google Bloc-notes
Google Bloc-notes (Google Notebook dans la version anglophone d'origine) était un service gratuit de la société Google, fermé en 2012, qui permettait d'une façon simple de sauvegarder et d'organiser des informations lors de recherches sur le Web.
Le service est accessible de deux manières :
- via une page web classique, ouverte dans une fenêtre ou un onglet du navigateur web ;
- via une extension, développée aussi bien pour Internet Explorer que pour Mozilla Firefox, qui permet de sauvegarder durant la navigation texte, images, liens sur le bloc-notes complet.

Ce bloc-notes est accessible depuis n'importe quel ordinateur et peut être partagé, ponctuellement ou en totalité, avec d'autres utilisateurs.
Le contenu de n'importe quel bloc-notes peut également, à l'initiative de son « propriétaire », être publié sur une page Web librement consultable et indexée par les moteurs de recherche.
Annoncé le 10 avril 2006, l'outil fut mis à disposition du public le 16 mai 2006. Le service a officiellement été arrêté en janvier 2009.
Le 1er septembre 2011, Google a annoncé la suppression de certains de ses produits, dont Bloc-notes.